# Comtat de Lacambra
El Comtat de Lacambra és un títol nobiliari espanyol creat el 21 de novembre de 1927 pel rei Alfons XIII a favor de Francesc de Paula Lacambra i Lacambra, destacat industrial metal·lúrgic.

## Comtes de Lacambra
|                         | Titular                               | Període                 |
| Creació per Alfons XIII | Creació per Alfons XIII               | Creació per Alfons XIII |
| ----------------------- | ------------------------------------- | ----------------------- |
| I                       | Francesc de Paula Lacambra i Lacambra | 1927-1934               |
| II                      | Francesc Josep Lacambra i Estany      | 1950-1983               |
| III                     | Josep Francesc Monturus de Lacambra   | 1986-                   |
| IV                      | Ricard Monturus i de Carandini        | 2011-actual titular     |

## Història dels Comtes de Lacambra
- Francesc de Paula Lacambra i Lacambra, I comte de Lacambra.

1. Casat amb María Teresa Estany y Ximena. El succeí el seu fill:

- Francisco José Lacambra y Estany († en 1983), II comte de Lacambra. Sense descendents. El succeí:

- Josep Francesc Monturus de Lacambra, III comye de Lacambra.

1. Casat amb María Luz de Carandini y de Robert. Le sucedió su hijo:

- Ricard Monturus i de Carandini, IV comte de Lacambra.